# Medalha Lamme IEEE
A inicialmente chamada Medalha Lamme AIEE (em inglês:  AIEE Lamme Medal) foi estabelecida em 1924 pelo American Institute of Electrical Engineers (AIEE) para reconhecer os membros por 'realizações meritórias no desenvolvimento de aparelhos ou máquinas elétricas.' A medalha foi nomeada em reconhecimento a Benjamin Garver Lamme, engenheiro-chefe da Westinghouse Electric Corporation, que entre outros foi responsável pela construção dos geradores das Cataratas do Niágara.
A medalha, estabelecida de acordo com o testamento de Lamme, traz a inscrição "O engenheiro vê com esperança o até então inatingível" ("The engineer views hopefully the hitherto unattainable.")
A medalha continuou a ser concedida como IEEE Lamme Medal pelo conselho de administração do Instituto de Engenheiros Eletricistas e Eletrônicos (IEEE), após a organização AIEE se fundir ao IEEE em 1963. O escopo também foi estendido para 'conquista meritória no desenvolvimento de aparelhos ou sistemas elétricos ou eletrônicos de potência ('meritorious achievement in the development of electrical or electronic power apparatus or systems.')
A primeira medalha Lamme foi entregue em 1928 a Allan Bertram Field 'pela investigação matemática e experimental de perdas por correntes parasitas em condutores de grandes fendas em maquinaria elétrica'.
A última Medalha Lamme foi entregue em 2002. Desde então, o Fundo para Medalha IEEE Lamme não teve patrocinador, e a medalha não foi concedida. Em 2008 o IEEE decidiu descontinuar esta medalha.

## Recipientes
- 1928 Allan Bertram Field
- 1929 Rudolf Emil Hellmund
- 1930 William J. Foster
- 1931 Giuseppe Faccioli
- 1932 Edward Weston
- 1933 Lewis Buckley Stillwell
- 1934 Henry Ellis Warren
- 1935 Vannevar Bush
- 1936 Frank Conrad
- 1937 Robert E. Doherty
- 1938 Marion A. Savage
- 1939 Norman W. Storer
- 1940 Comfort Avery Adams
- 1941 Forrest E. Ricketts
- 1942 Joseph Slepian
- 1943 Arthur Henry Kehoe
- 1944 Soren Hanson Mortensen
- 1945 David Chandler Prince
- 1946 John Bayfield MacNeill
- 1947 Alexander MacCutcheon
- 1948 Vladimir Zworykin
- 1949 Carthrae Merrette Laffoon
- 1950 Donald Ivan Bohn
- 1951 Arthur Elmer Silver
- 1952 Isaac Fern Kinnard
- 1953 Frank A. Cowan
- 1954 Aldo M. deBellis
- 1955 Clinton Richards Hanna
- 1956 Harold Henry Beverage
- 1957 Harold Stephen Black
- 1958 Philip Langdon Alger
- 1958 Sterling Beckwith
- 1959 Lee Alton Kilgore
- 1960 John George Trump
- 1961 Charles Concordia
- 1962 Edwin L. Harder
- 1963 Loyal V. Bewley
- 1964 Schedule revised
- 1965 August Uno Lamm
- 1966 René Andre Baudry
- 1967 Warren Perry Mason
- 1968 Nathan Cohn
- 1969 James D. Cobine
- 1970 Harry Ferdinand Olson
- 1971 Winthrop M. Leeds
- 1972 Yu Hsiu Ku
- 1972 Robert H. Park
- 1973 Charles Stark Draper
- 1974 Seymour B. Cohn
- 1975 Harold B. Law
- 1976 Chandra Kumar Patel
- 1977 Bernard Oliver
- 1978 Harry Winston Mergler
- 1979 James M. Lafferty
- 1980 Eugene Carl Starr
- 1981 George B. Litchford
- 1982 Marvin Chodorow
- 1983 Marion E. Hines
- 1984 William McMurray
- 1985 Loren Frank Stringer
- 1986 Ingolf Birger Johnson
- 1987 ?
- 1988 Leon K. Kirchmayer
- 1989 Eugene C. Sakshaug
- 1990 Thomas W. Dakin
- 1991 Shotaro Tominaga
- 1992 Dietrich R. Lambrecht
- 1993 Masayuki Ieda
- 1994 Michel Poloujadoff
- 1995 Narain G. Hingorani
- 1996 Bimal Kumar Bose
- 1997 Andre J. Calvaer
- 1998 Herbert Woodson
- 1999 Jayant Baliga
- 2000 Joachim Holtz
- 2001 No Award
- 2002 Sakae Yamamura
- 2003 No Award
- 2004 No Award
- 2005 No Award
- 2006 No Award
- 2007 No Award
- 2008 No Award